# 길정우
길정우(吉炡宇, 1955년 2월 4일 ~ )는 대한민국의 제19대 국회의원이자 중앙일보 논설위원을 지내고 이투데이 총괄대표를 맡고 있는 언론인이다.

## 학력
- 1973년 경기고등학교 졸업
- 1978년 서울대학교 외교학과 학사
- 1981년 서울대학교 대학원 외교학과 석사
- 1986년 예일 대학교 대학원 정치학과 정치학 박사

## 경력
- 1987년 ~ 1991년 : 주미 한국대사관 의회담당관
- 1991년 ~ 1995년 : 통일부 산하 민족통일연구원 정책연구실장
- 1992년 : 인하대학교 겸임교수
- 1993년 : 수원대학교 겸임교수
- 1996년 ~ 2000년 : 중앙일보 워싱턴 특파원
- 2000년 ~ 2002년 : 중앙일보 도쿄주재 순회특파원
- 2001년 : 중앙일보 전략기획실 국제팀장
- 2002년 ~ 2005년 : 중앙일보 논설위원
- 2002년 ~ 2012년 : 기후변화센터 이사
- 2005년 : 중앙일보 전략기획 담당이사 및 중앙데일리 발행인
- 2006년 : 평화재단(법륜 이사장) 창립이사
- 2007년 ~ 2009년 : 중앙일보 출판법인 중앙M&B 대표이사 및 상임고문
- 2007년 ~ 2008년 : 여성중앙 발행인
- 2008년 : 중앙대학교 겸임교수
- 2009년 : 서울 사이버대학교 총장 대행
- 2010년 ~ 2012년 : 운산그룹 부회장
- 2010년 : DMZ 문화포럼 이사
- 2010년 : 환경재단 기후변화센터 이사
- 2010년 ~ 2012년 : 한국예술종합학교 발전재단 이사
- 2012년 5월 30일 ~ 2016년 5월 29일 : 제19대 국회의원 (서울 양천구 갑) (초선)
- 2012년 7월 ~ 2014년 5월 : 제19대 국회 상반기 여성가족위원회 위원
- 2013년 4월 ~ 2016년 5월 : 제19대 국회 산업통상자원위원회 위원
- 2013년 : 새누리당 황우여대표 비서실장
- 2015년 7월 : 새누리당 기획위원장
- 카이스트 미래전략대학원 초빙교수
- 통일연구원 석좌연구위원
- 2017년 2월 ~ 2018년 8월: 이투데이 총괄대표
- 2021년 8월 ~ 2021년 9월: 최재형 열린캠프 자문위원
- 윤석열 정부 다보스포럼 특사
- A&T 솔루션 상임고문

## 생애
1987년 미국 워싱턴 주재 미국 의회담당 외교관으로 5년간 근무하였으며, 한-미간 무역마찰 관련 업무를 수행하였고, 1991년 통일부 민족통일연구원 정책연구실장으로  통일외교에 대한 연구 및 저술활동을 하였다.
동시기에 북한의 핵문제와 관련하여 총리자문관으로 참여했다.
1996년 중앙일보 워싱턴 D.C. 특파원 및 도쿄 특파원으로 근무하였다. 2002년부터 중앙일보 논설위원.
및 전략기획 이사로 '가판 관행'의 폐지 및 '신문 판형 변경'을 담당하였다.
2007년 중앙일보 어린이 영어신문 창간 및 국내 여성잡지의 중국어판(쎄씨차이나) 등을 발간하였다
2009년 서울 사이버대학교 총장 대행으로  국제 이러닝 표준 컨소시엄 정식 회원가입을 통해 표준 기반 이러닝 시스템을 구축하였다.
2011년 한국예술종합학교(한예종), '평화재단','환경재단 기후변화센터','DMZ문화포럼'등의 시민단체 활동을 하고 있다.

## 저서
- 1993년 "한국의 통일정책(나남출판사)"[5]
- 2002년 "북한의 변화와 남북관계(통일연구원)"[6]
- 2005년 의원외교 '10배 즐기기' 학술논문 발표[7]

## 역대 선거 결과
| 실시년도 | 선거   | 대수 | 직책     | 선거구         | 정당     | 득표수   | 득표율          | 순위 | 당락 | 비고 |
| -------- | ------ | ---- | -------- | -------------- | -------- | -------- | --------------- | ---- | ---- | ---- |
| 2012년   | 총선   | 19대 | 국회의원 | 서울 양천구 갑 | 새누리당 | 61,058표 | \| \| 50.58% \| | 1위  |      | 초선 |
|          | 50.58% |      |          |                |          |          |                 |      |      |      |